# Vincenzo Torre
Vincenzo Torre (Picerno, 2 aprile 1950) è un politico italiano.

## Biografia
Medico, politicamente impegnato con Alleanza Democratica, viene eletto deputato nelle file dei Progressisti nel collegio uninominale di Portici (con il 48,9% dei voti) nella XII Legislatura, compresa tra il 1994 e il 1996.